# Tempelplatsens kyrka

Tempelplatsens kyrka är en kyrkobyggnad i stadsdelen Främre Tölö i Helsingfors stad. Kyrkan öppnades 1969 och har ritats av arkitekterna Timo och Tuomo Suomalainen. 
Det var meningen att man skulle bygga en kyrka på Tempelberget redan på 1930-talet. År 1933 hölls en första arkitekttävling, i vilken inget förstapris utdelades, men två andrapriser, dels till Kaj och Dag Englund, dels till Lasse Björk. År 1936 hölls en ny tävling, men inte heller denna gång utdelades något förstapris. Det ena andrapriset gick till Martti Välikangas och det andra till Aarne Ervi och Toivo Paatela, medan tredjepriset gick till J.S. Sirén. Andra världskriget avbröt dock planerna 1939. En ny tävling utlystes och vanns 1961 av bröderna Timo och Tuomo Suomalainen. Av ekonomiska orsaker sänktes byggnadsvolymen med en fjärdedel och byggnadsarbetena kom i gång först i februari 1968. Tempelplatsens kyrka invigdes i september 1969. 
Kyrkan är insprängd i berget men solljus kommer in genom takfönstren. Byggnaden används ofta som konsertsal på grund av den akustik som skapas av väggarnas skrovliga bergyta. Som altartavla fungerar en spricka i bergväggen. 
Tempelplatsens kyrka hör till de mest populära sevärdheterna i Helsingfors och besöks årligen av cirka en halv miljon människor. År 2006 var kyrkan Helsingfors tredje mest besökta turistmål med 579 570 besökare. Idén hade varit att behålla platsens naturliga form, och det var orsaken till att kyrkan byggdes inne i berget - det är denna speciella lösning som särskilt lockar arkitekturintresserade och arkitekter till platsen. 
Interiören är designad av arkitekterna. Kyrkan har inga klockor, utan klockringningen är inspelad. Melodin har komponerats av professor Taneli Kuusisto.

## Bilder

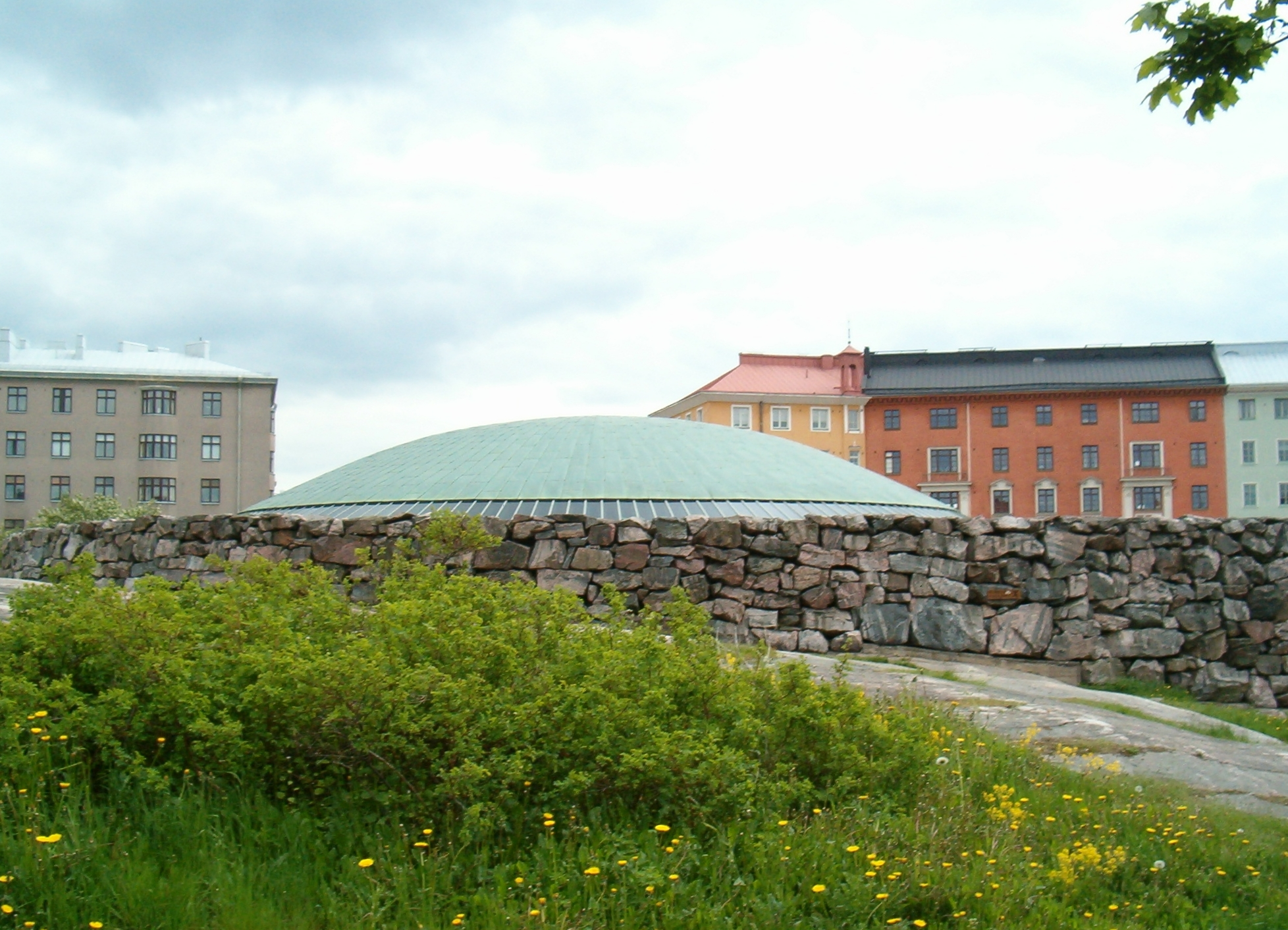
Kyrkans tak sticker upp ur Tempelberget
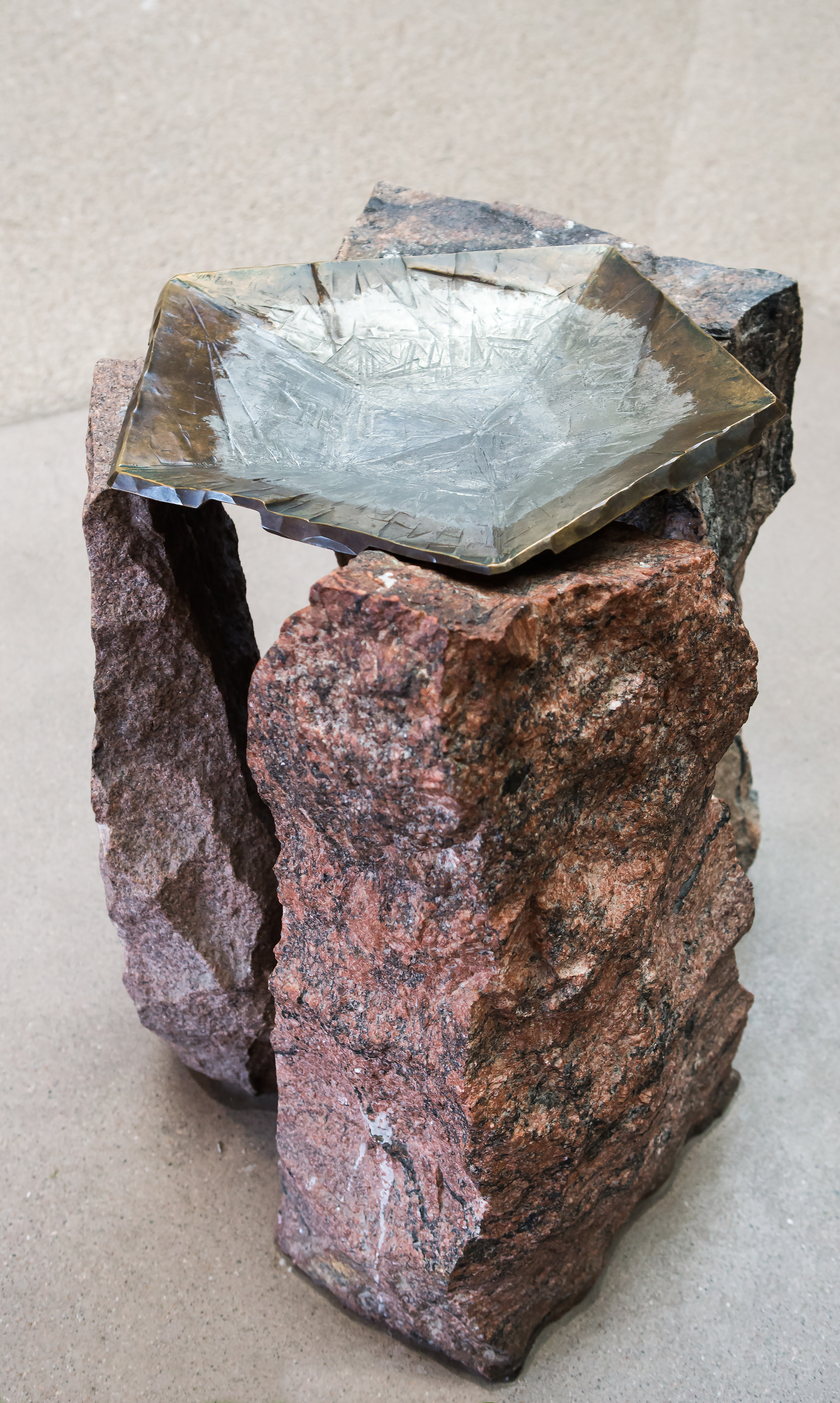
Dopfunten